# Dămieni, Mureș
Dămieni (maghiară: Deményháza) este un sat în comuna Eremitu din județul Mureș, Transilvania, România.

## Vezi și
- Biserica romano-catolică din Dămieni

## Imagini

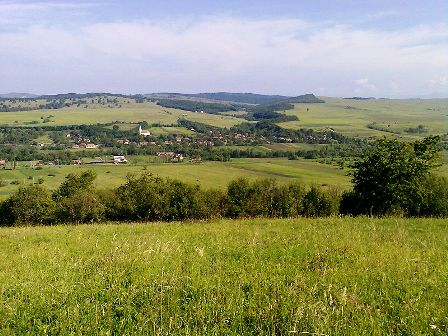
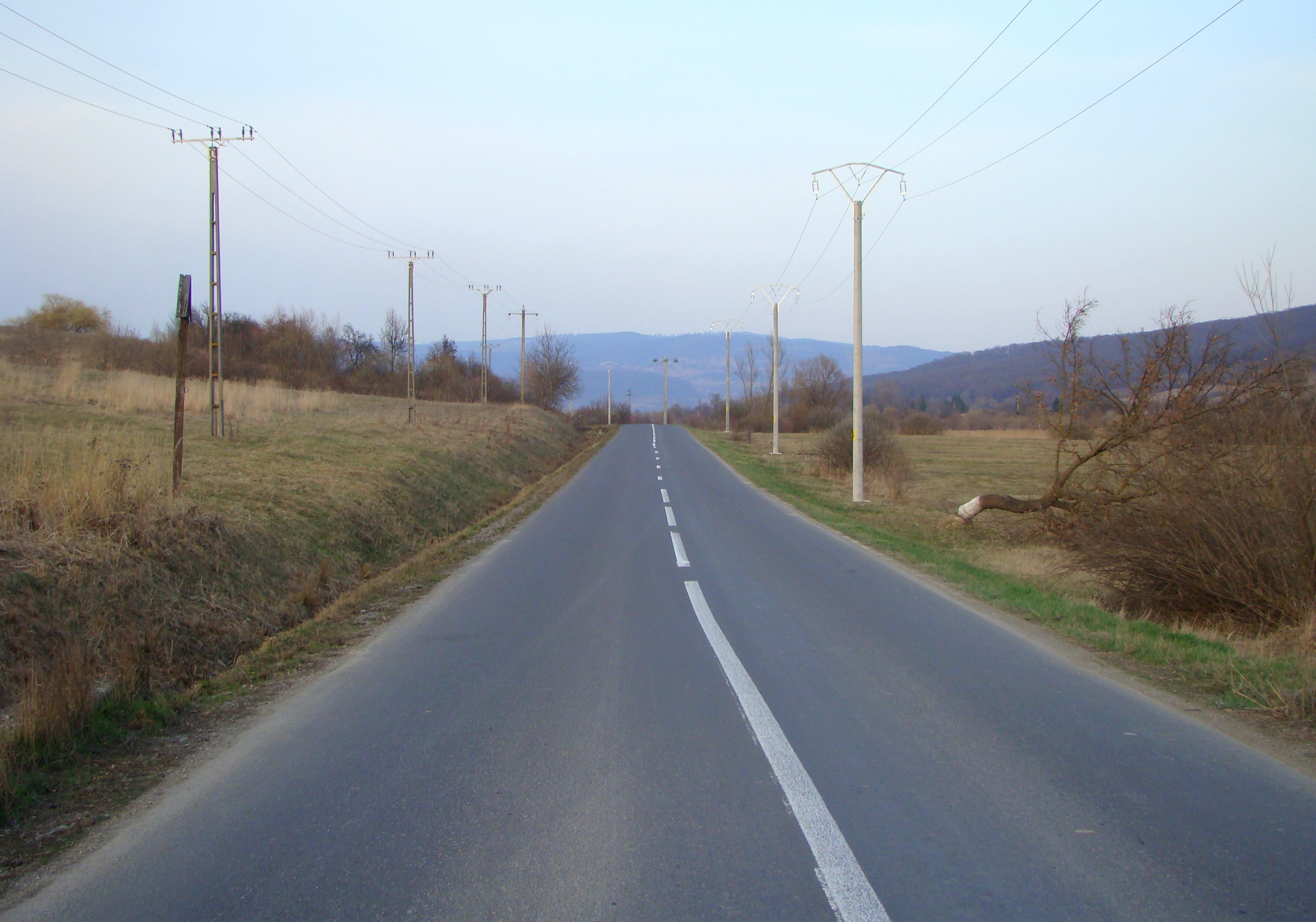
DJ 153
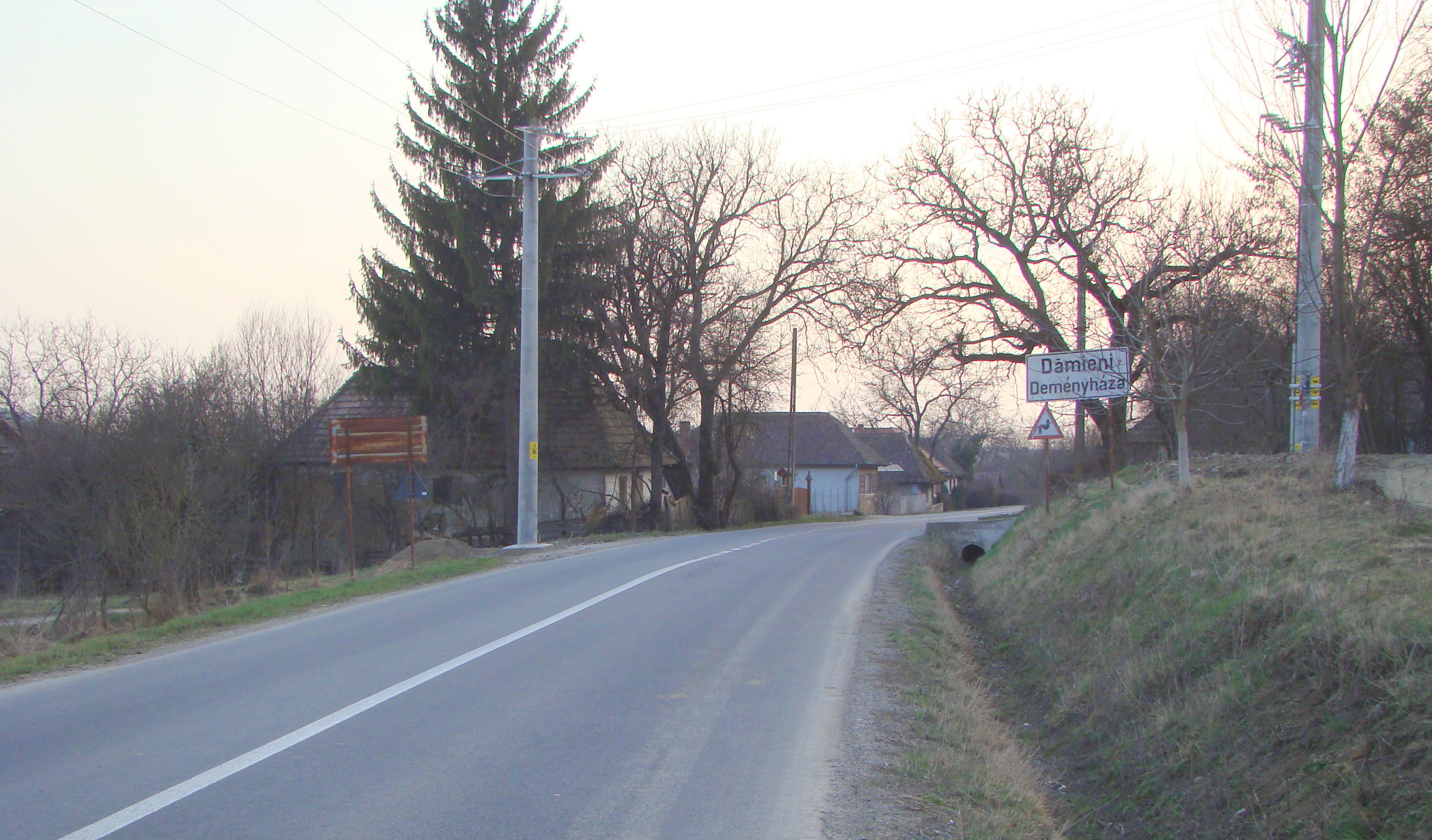
Intrarea în localitate
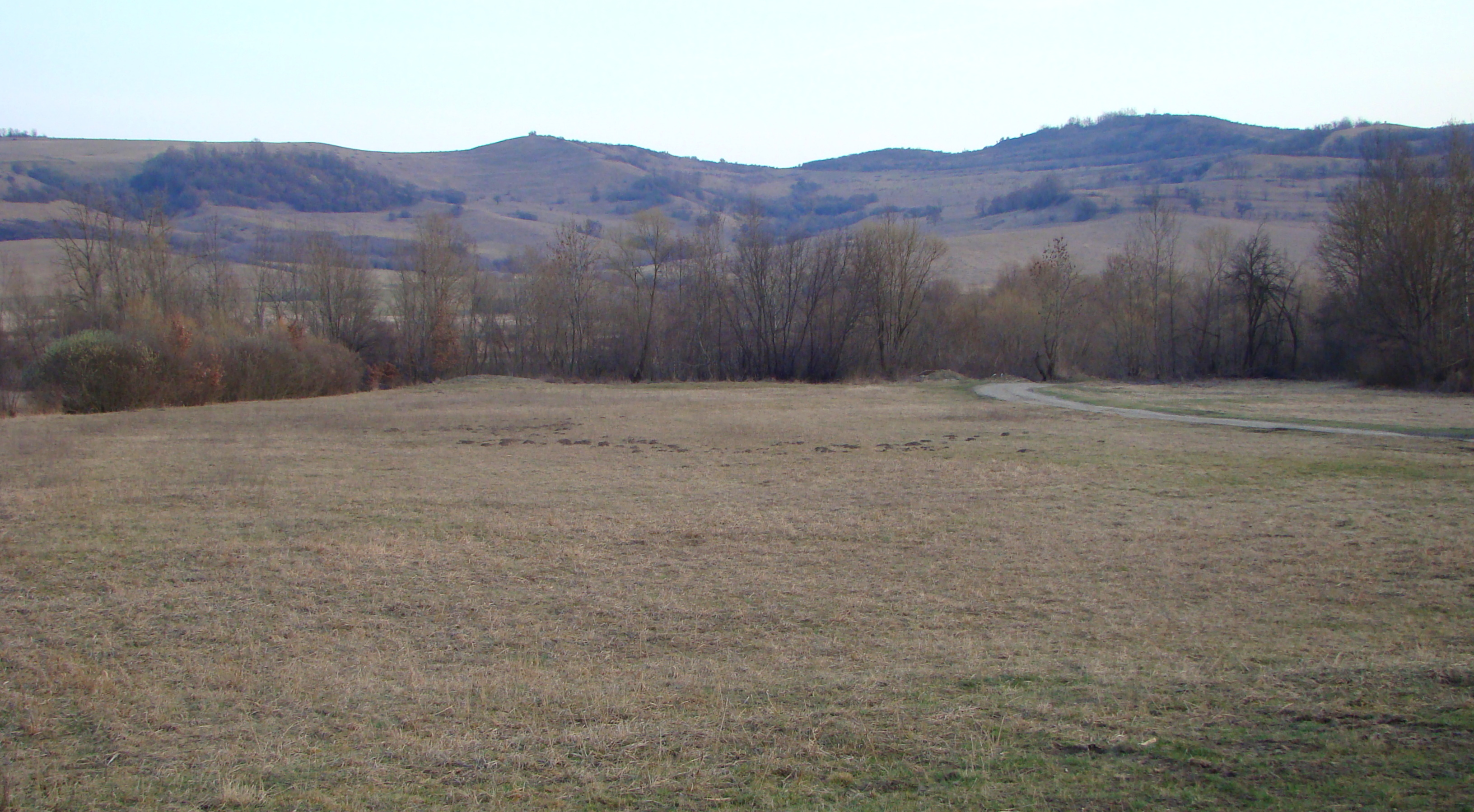
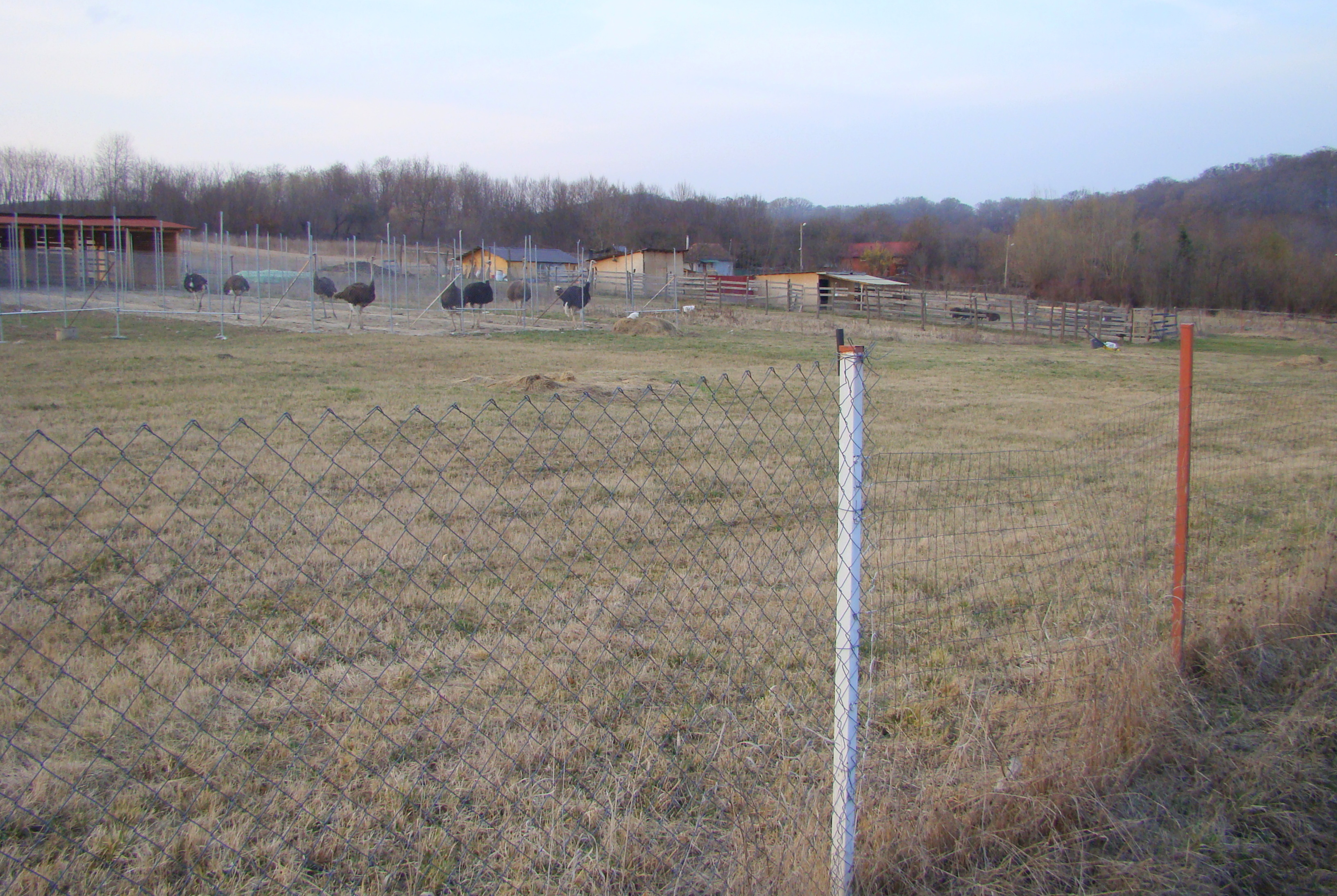
Ferma de struți
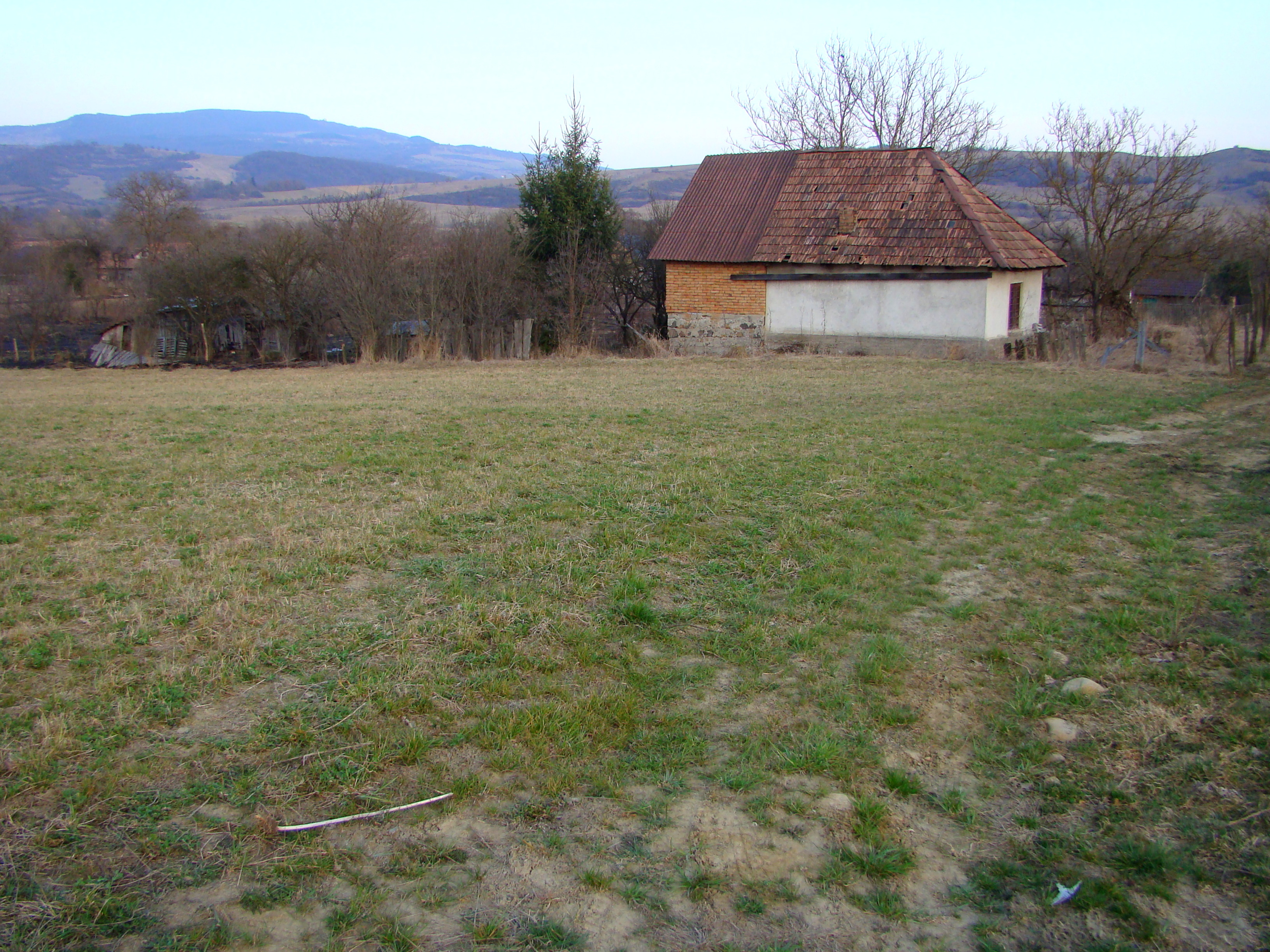
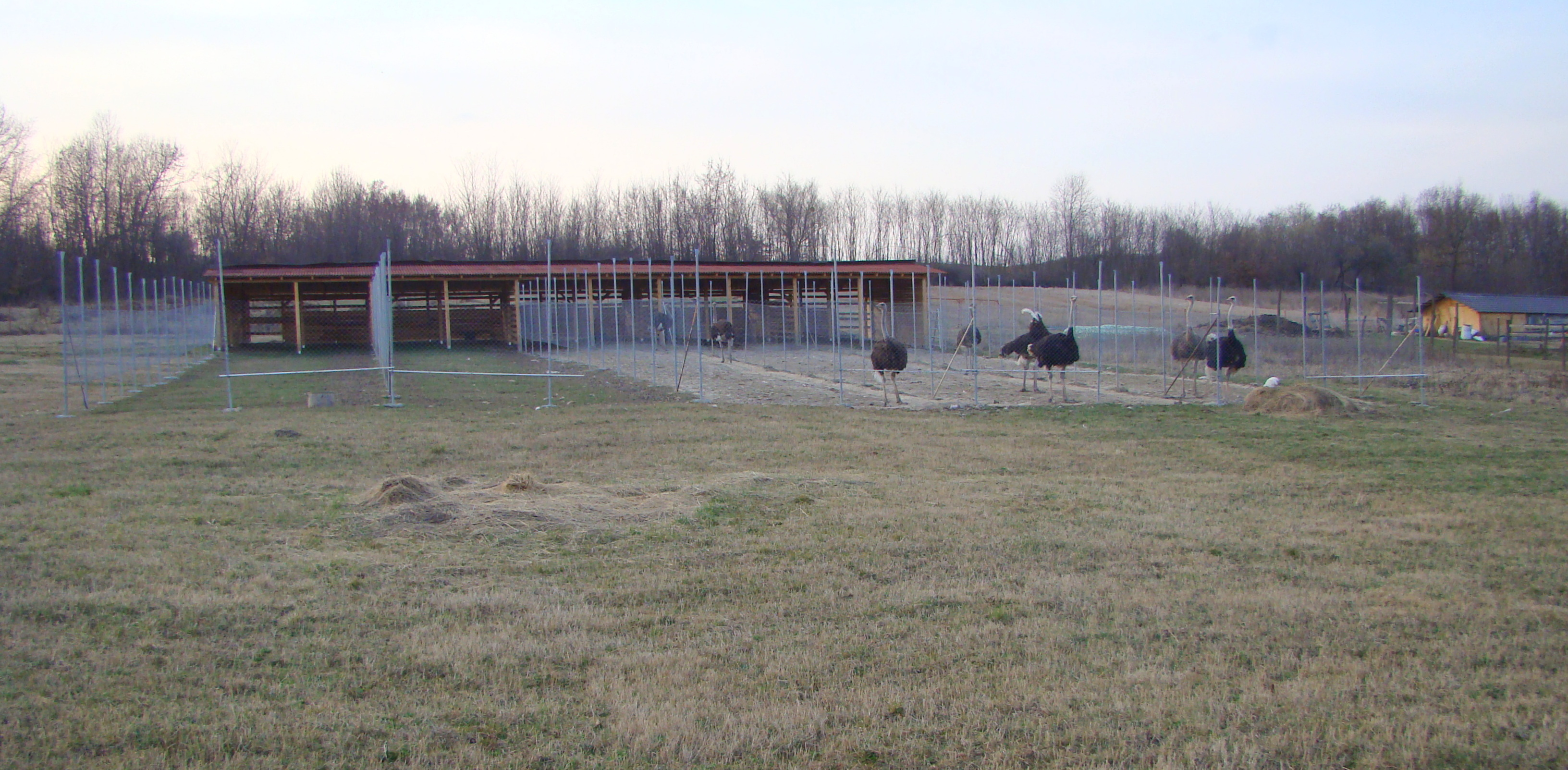
Ferma de struți
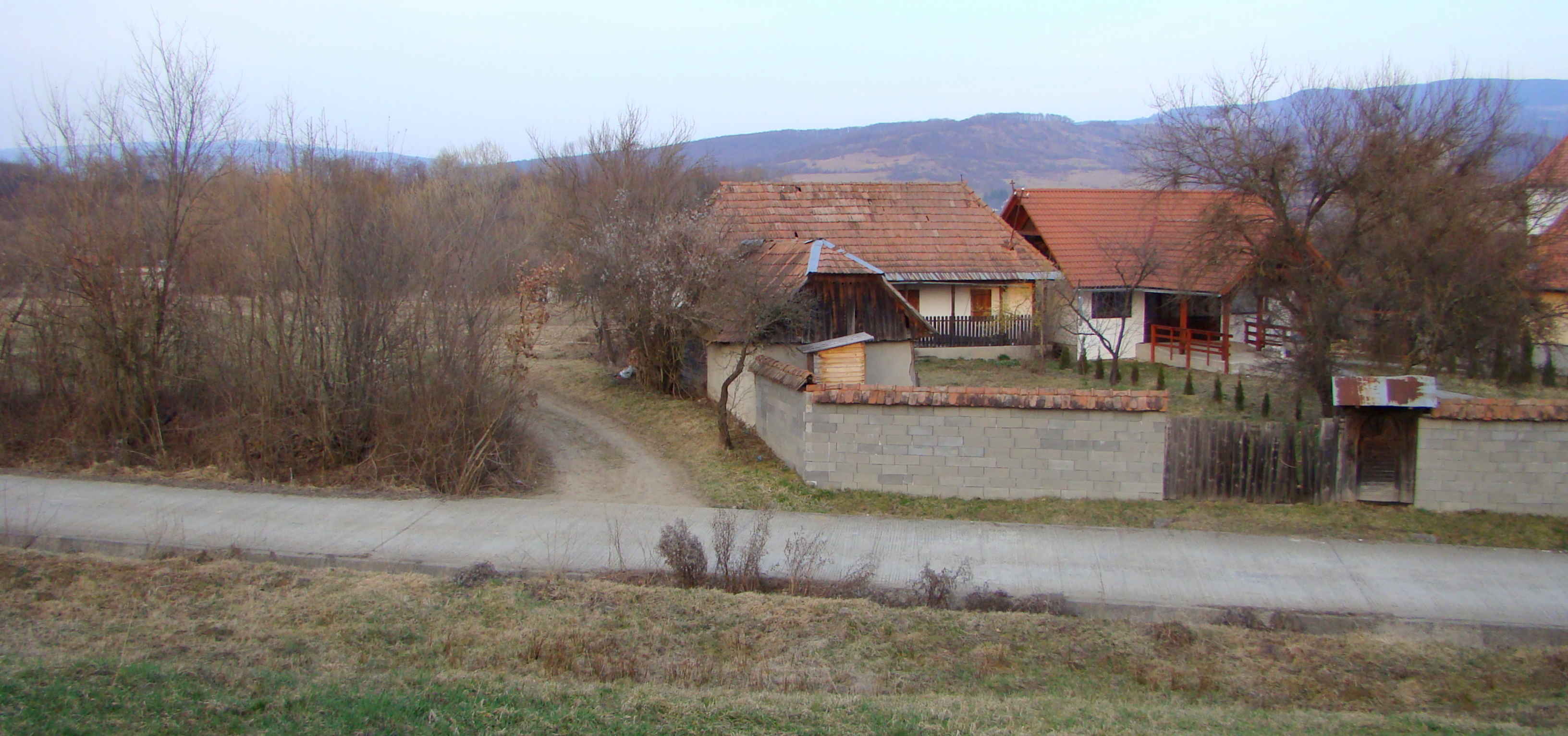
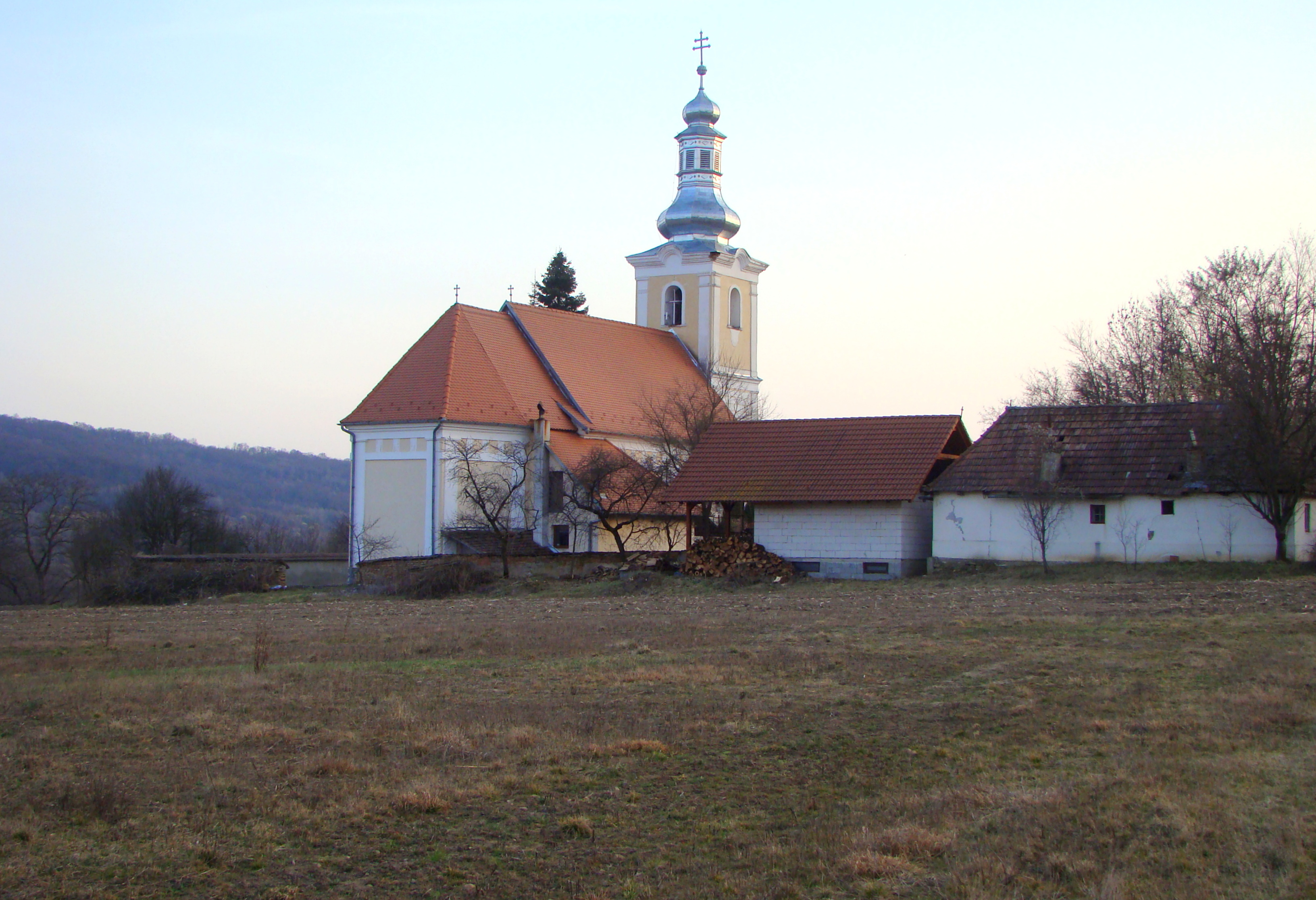
Biserica romano-catolică (1836)
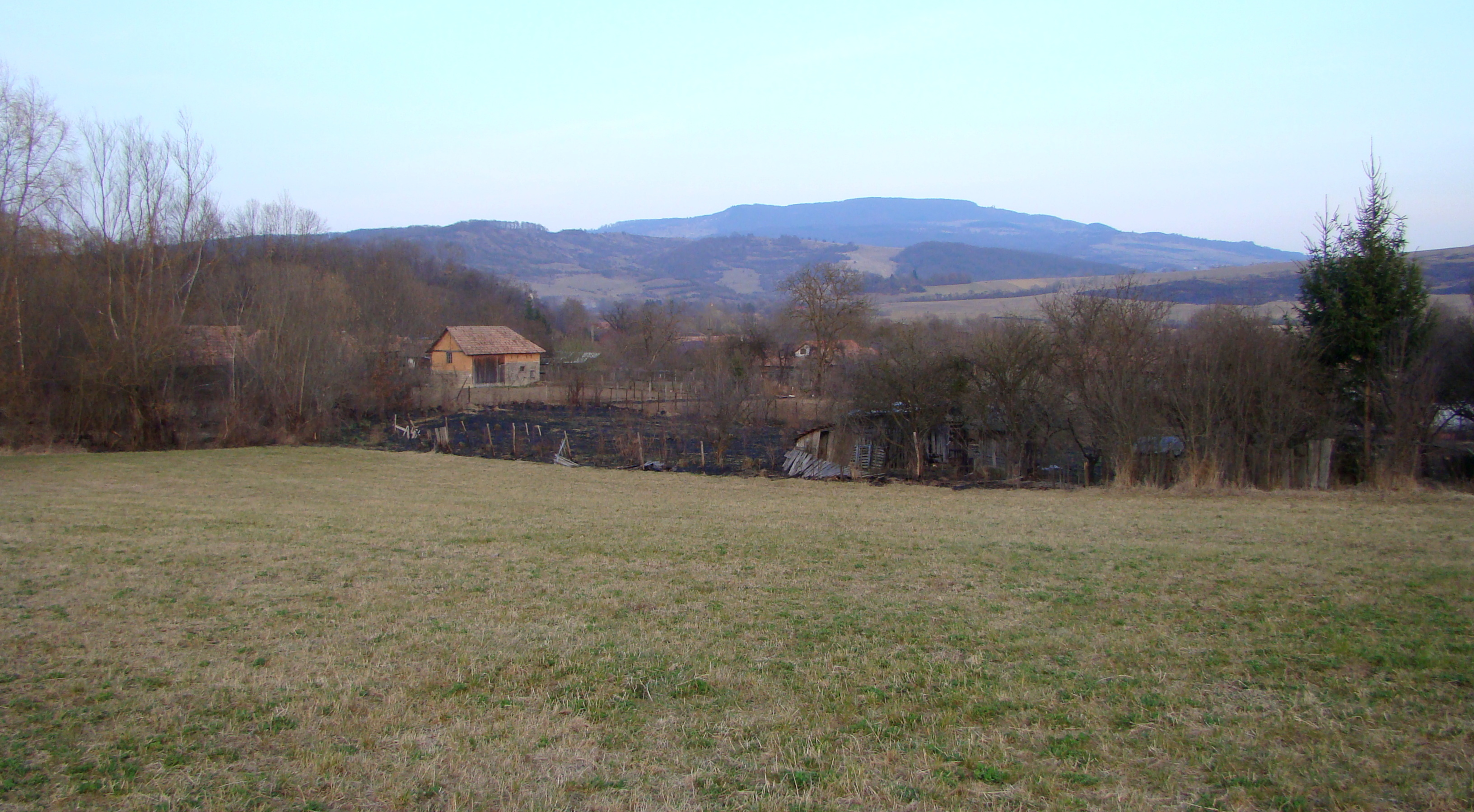
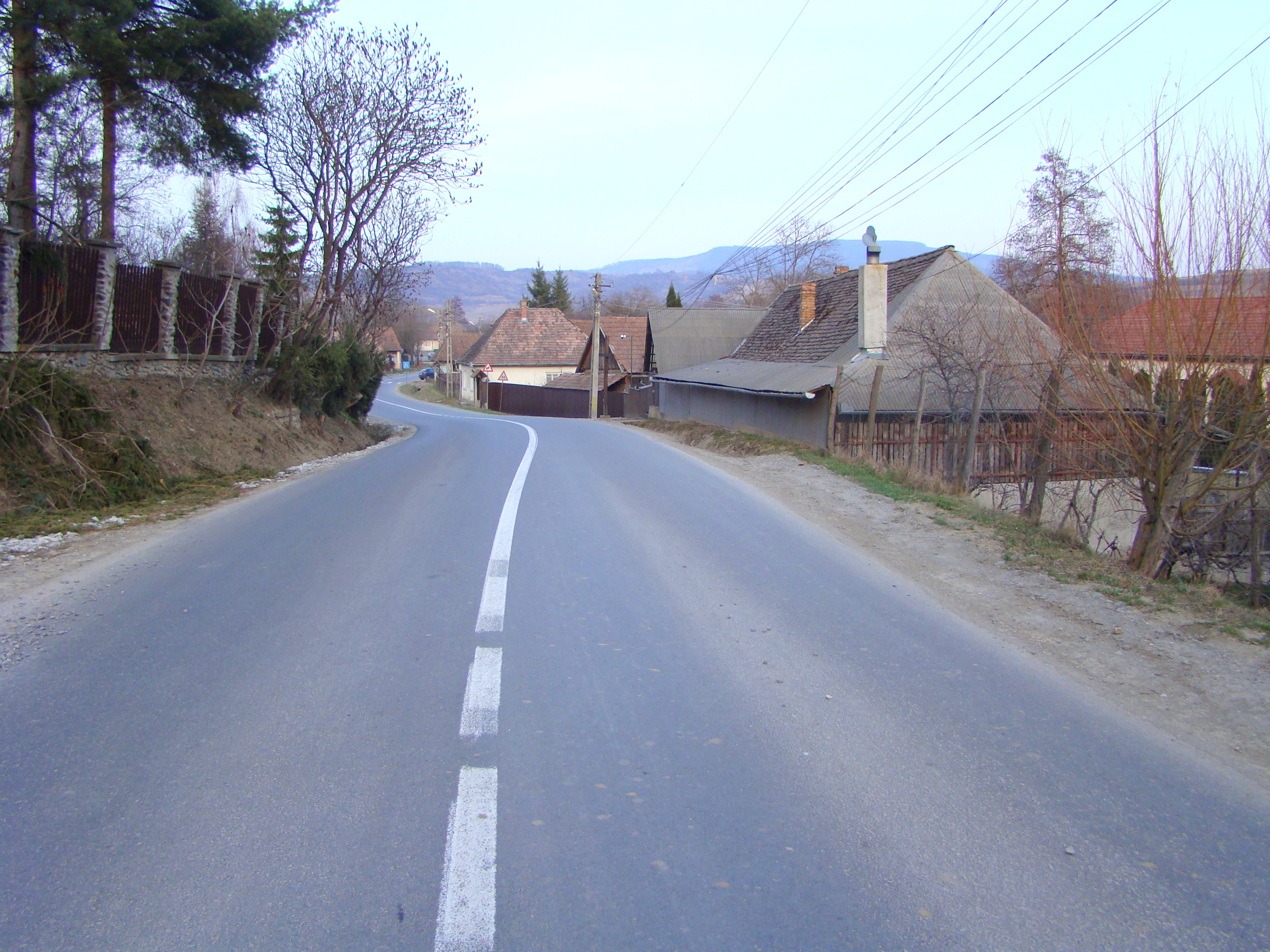
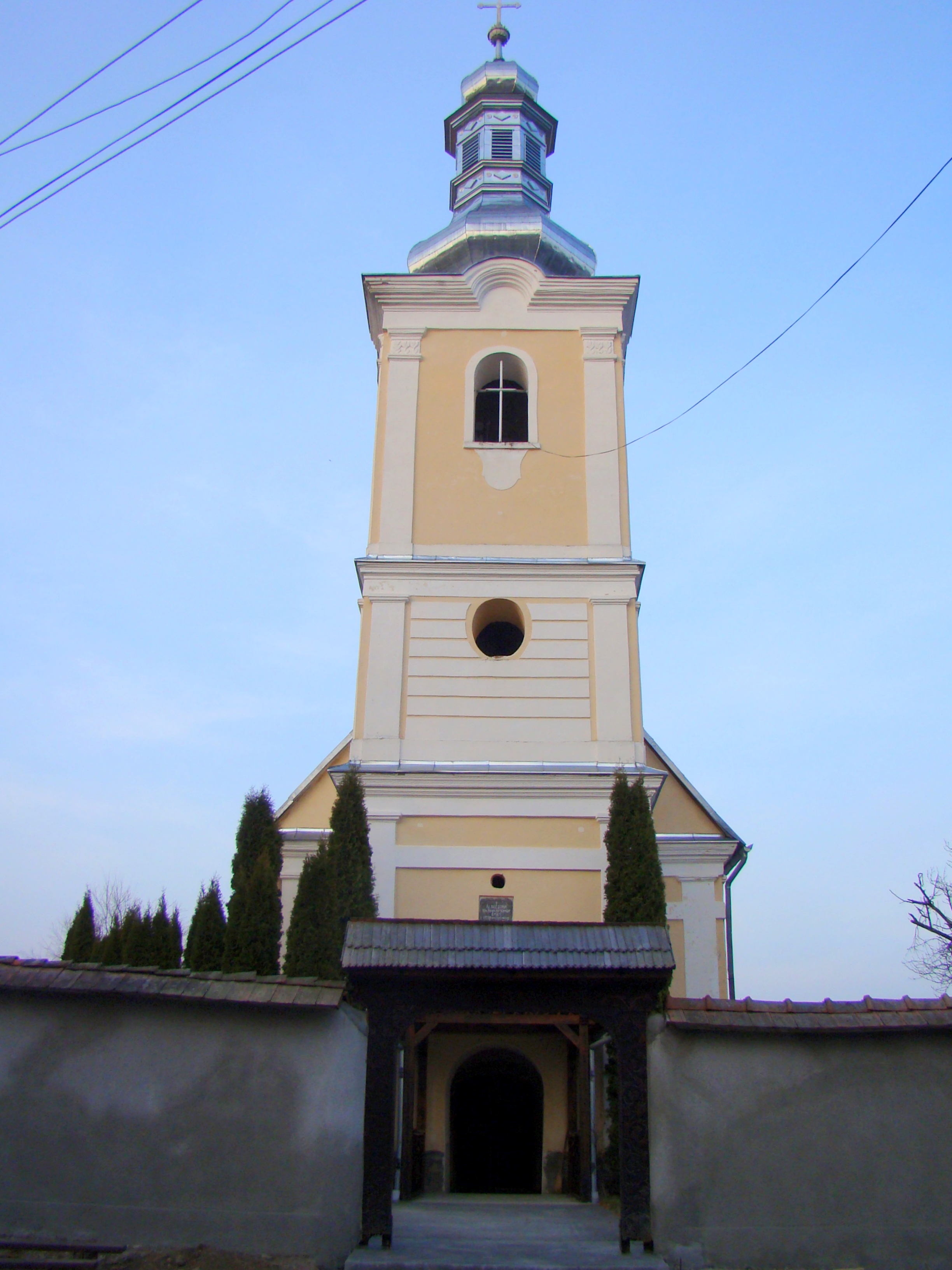
Biserica romano-catolică (1836)
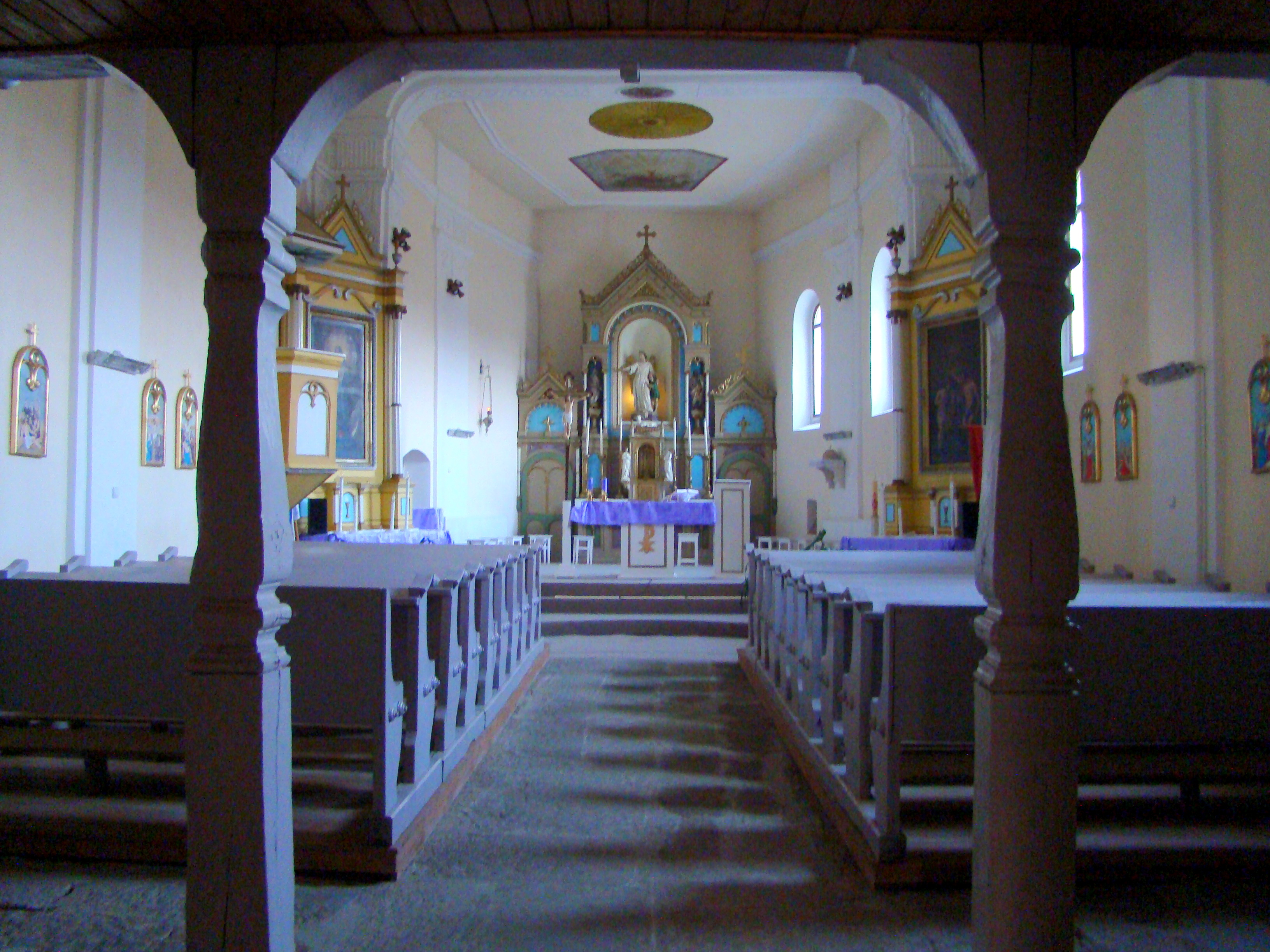
Nava spre altar
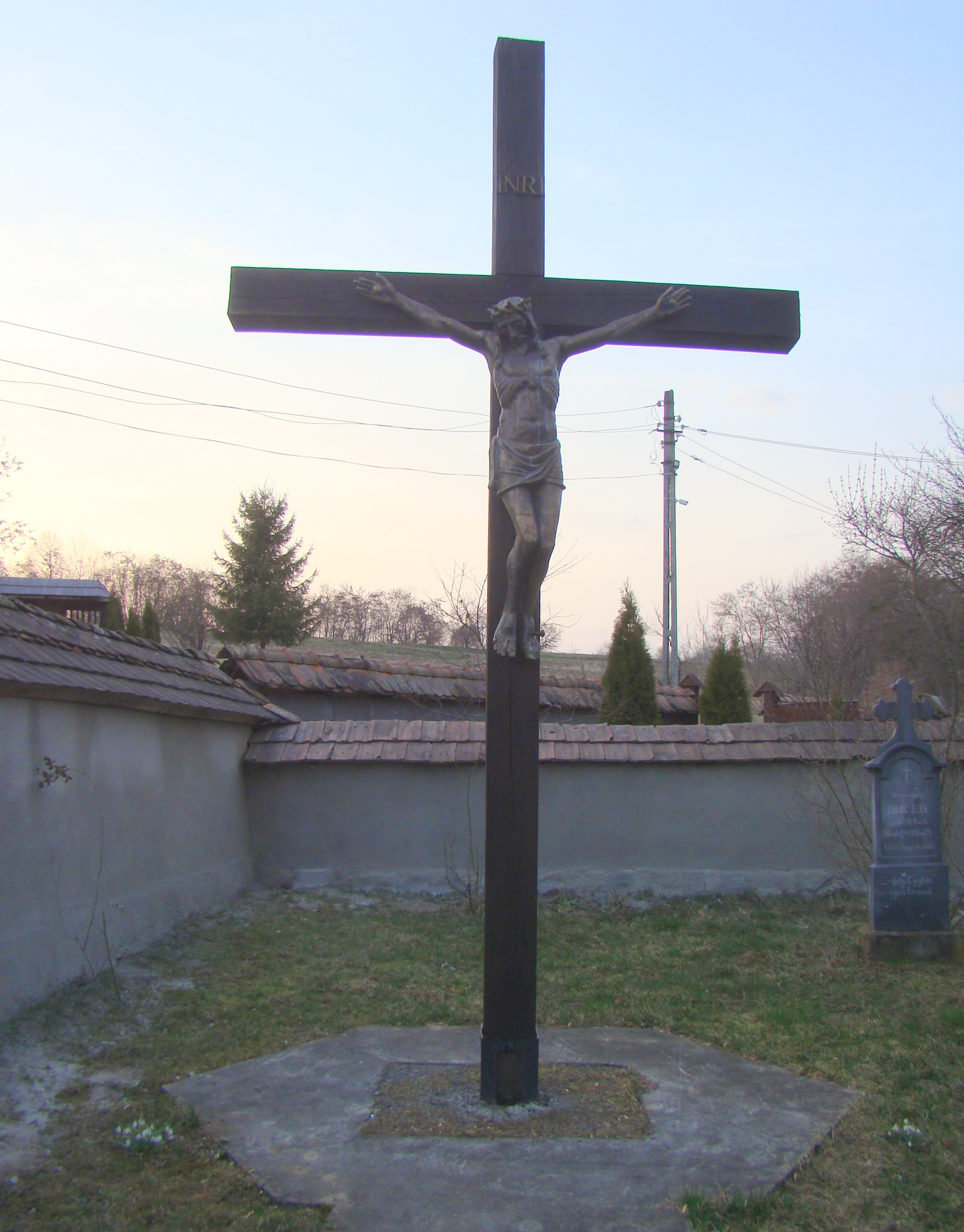
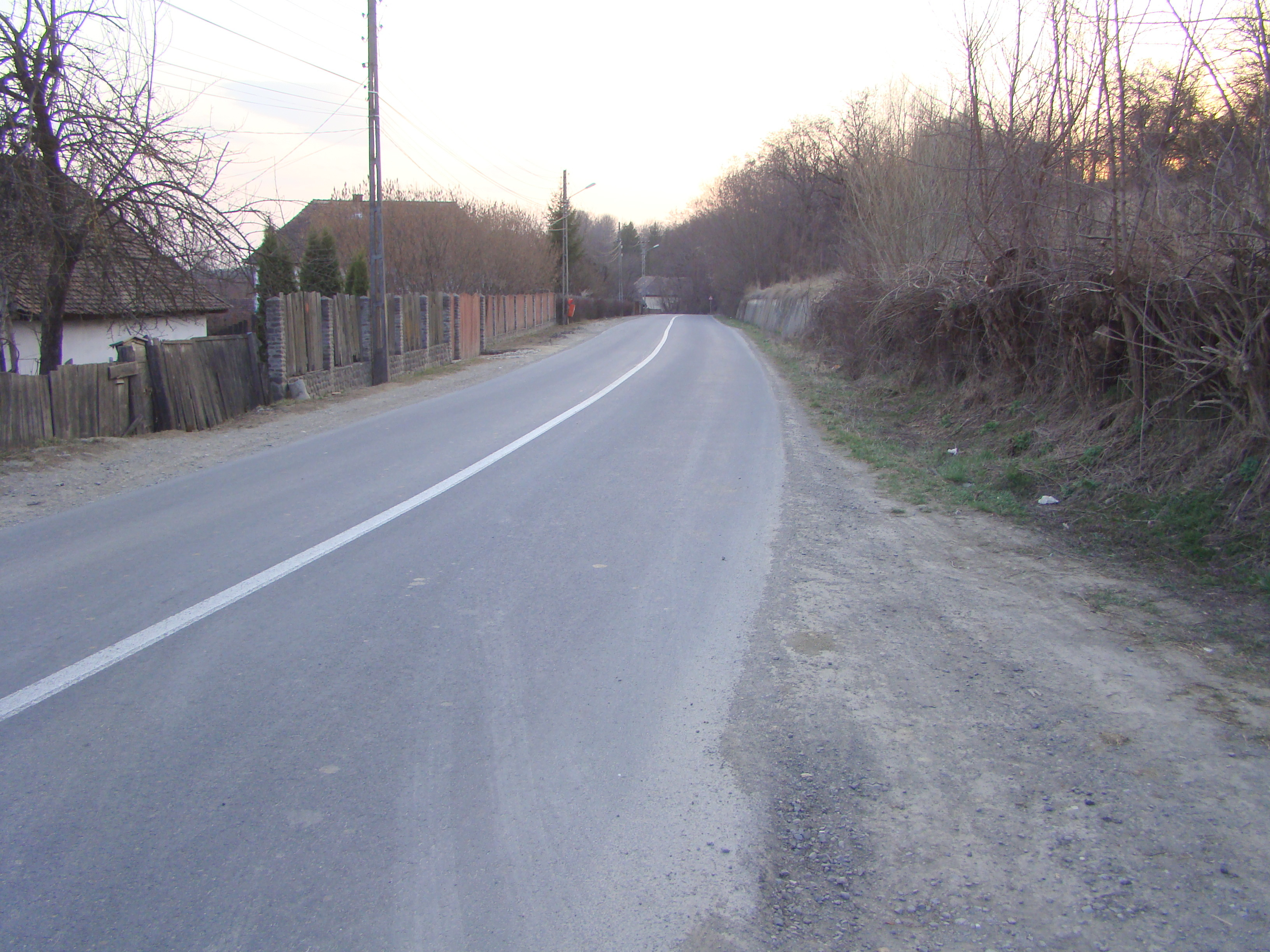